# Servaas van Mont-Saint-Éloi
Servatius van Mont-Saint-Éloi, soms ook Gervasius of Seucianus de Monte sancti Eligii, (Brabant, ? - ?, 27 januari 1314) was abt van Mont-Saint-Éloi in Noord-Frankrijk. Servatius was regulier kanunnik en werkte in 1282 als "magister regens" (vgl. rector) aan de universiteit van Parijs. In 1291 werd hij abt van de abdij Mont-Saint-Éloi. Uit de traditie van de stabilitas loci komend, kantte Servatius zich tegen het beleid van paus Martinus IV om de opkomende bedelorden meer rechten te geven.